# Circle the Drain
"Circle the Drain" je pop rock pjesma američke pjevačice Katy Perry. Objavljena je 10. kolovoza 2010. kao drugi od tri promotivna singla za njen treći studijski album Teenage Dream. Pjesmu su uz Perry napisali Tricky Stewart i Monte Neuble, dok su producenti iste Tricky Stewart i The-Dream. Pjesma govori o Perrynom bivšem dečkku Travie McCoyu. Singl je dospio do 58. pozicije u SAD-u te do 30. pozicije u Kanadi.

## Popis pjesama
Digitalni download
1. "Circle the Drain" – 4:32

## Uspjeh na top listama
Singl je ubrzo nakon izlaska dospio u top 20 američkog iTunes Music Storea. Singl je u prvome tjednu prodaje u SAD-u dospio do 22. pozicije na američkoj top listi digitalnih downloada, Digital Songs te do 58. pozicije službene američke top liste Billboard Hot 100. Singl je istoga tjedna debitirao na 30. poziciji službene kanadske top liste singlova Canadian Hot 100.

## Top liste
| Top liste (2010.)       | Najviša pozicija |
| ----------------------- | ---------------- |
| Kanada                  | 30               |
| SAD (Billboard Hot 100) | 58               |
| SAD (Digital Songs)     | 22               |

| Država | Certifikacija | Prodaja |
| ------ | ------------- | ------- |
| SAD    | —             | 50.000  |

## Povijest objavljivanja
| Država | Datum              | Format             |
| ------ | ------------------ | ------------------ |
| Kanada | 10. kolovoza 2010. | digitalni download |
| SAD    | 10. kolovoza 2010. | digitalni download |